# Hai-Malakal-Friedhof
Der Hai-Malakal-Friedhof liegt in der südsudanesischen Stadt Juba in der Nähe des Weißen Nils. Mit 20 Hektar ist er einer der größten Friedhöfe der Stadt.
Seit 1940 in Benutzung, hat er separate Bereiche für Christen und Muslime. In der direkten Umgebung entstanden ab 2005 mehrere Hotels. Hierfür wurden Teile des Friedhofes ausgegliedert, was auf Protest in der Bevölkerung stieß.
Auf dem Gelände des christlichen Teils bildete sich in Folge der Kriege um und nach der Unabhängigkeit des Südsudan eine informelle Siedlung von Flüchtlingen und Obdachlosen. Diese umfasst ca. 3000 Einwohner. Die Regierung der Stadt sieht sich  für diese Bewohner nicht verantwortlich, weshalb eine humanitäre Hilfsorganisation essenzielle Dienstleistungen übernimmt. Diese schätzt die Situation als schlechter werdend ein.